# 광유전학

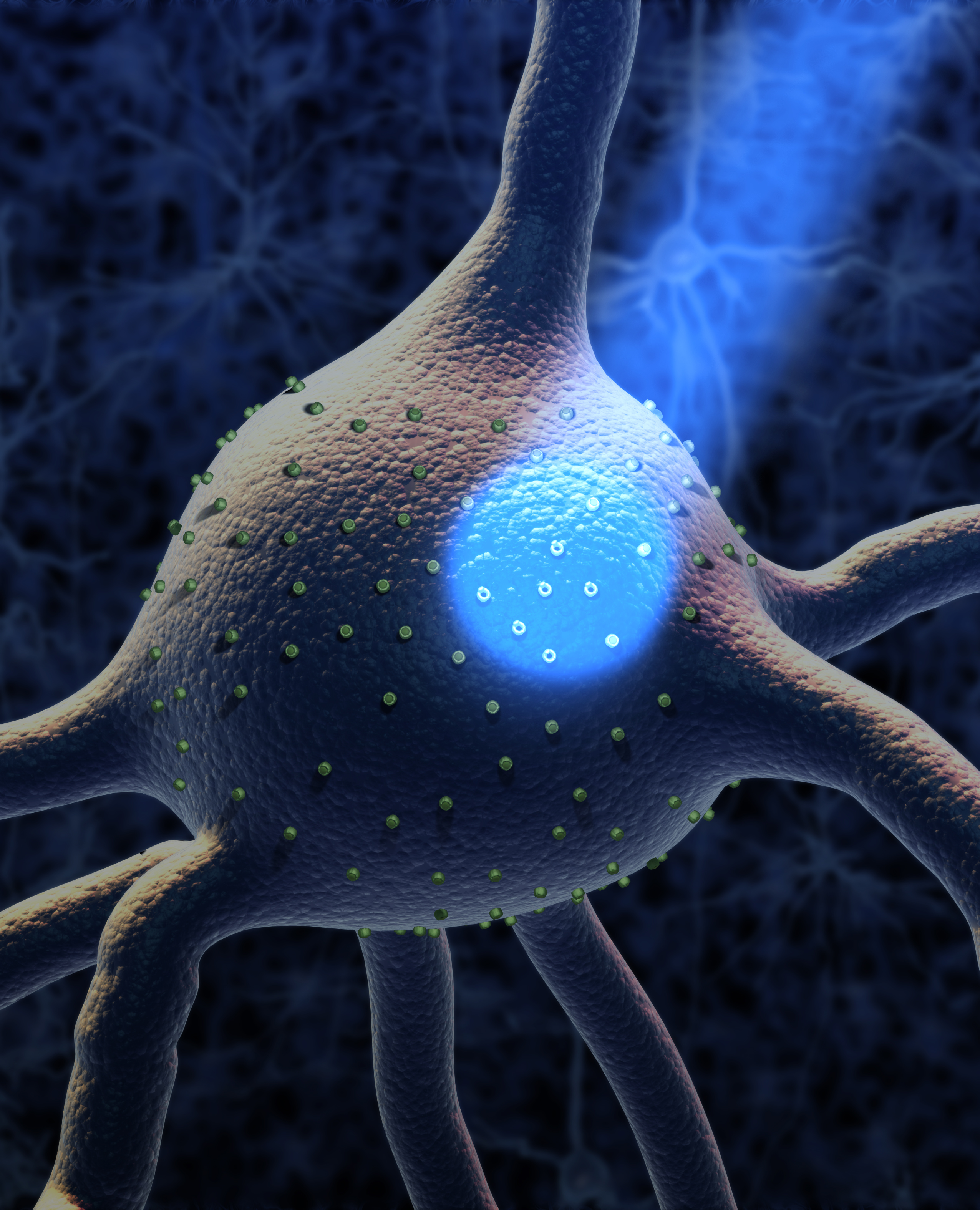
푸른 빛을 쬔 부분의 채널로돕신만 이온의 입출입이 이루어지는 모습이다.

광유전학(光遺傳學, Optogenetics)은 빛으로 생체 조직의 세포들을 조절할 수 있는 생물학적 기술로, 신경 세포를 유전적으로 조작하여 빛에 반응하는 이온 채널을 발현시킨 것이 대표적 사례이다. 
광유전학은 광학과 유전학을 결합한 기술로 이를 이용하면 생체 조직, 심지어 자유롭게 움직이는 동물에서 개별 신경 세포들의 활동을 조절 및 관찰하고 신경활동의 조절이 어떠한 효과를 유발하는지 실시간으로 확인할 수 있다. 광유전학에 필요한 주재료는 빛에 반응하는 단백질이다. 신경활동의 조절을 위해서는 채널로돕신, 할로로돕신, 아키로돕신archaerhodopsin과 같은 광유전학적 작동기를 사용하고, 신경활동을 광시각적으로 기록하기 위해서는 칼슘 농도 변화를 감지하는 GCaMP, 신경 소포체의 분비를 감지하는 synaptopHluorin, 신경전전달물질을 감지하는 GluSnFRs, 세포막전위를 감지하는 Arclightning (ASAP1)과 같은 광유전학적 센서를 사용한다. 광유전학을 사용하면 유전학적으로 분류된 특정 신경 세포들의 신경활동을 선택적으로 조절하거나 기록할 수 있으며, 빛을 사용하기에 대상 위치와 시간을 정확히 조절할 수 있다.

## 채널로돕신
미생물인 해조류로부터 추출된 단백질이다. 클라미도모나스라는 해조류가 유명한데 이 해조류는 주광성을 가지고 있어 빛이 있는 곳으로 모이는 특징을 가지고 있다. 이 주광성을 가지게 하는 원인이 바로 채널로돕신인데 이 단백질은 푸른 빛을 전기로 바꾸는 역할을 하기 때문에 빛이 있을 때 조류가 지속적으로 에너지를 공급받을 수 있도록 해 준다. 이러한 이유로 클라미도모나스가 주광성을 띠게 된다. 채널로돕신의 특징은 광유전학에서 열쇠로서 작용하는데 예를 들어 뉴런을 활성화 시킨다고 하자 바이러스 벡터를 이용하여 활성화를 원하는 뉴런에 채널로돕신을 넣어주면 채널로돕신이 있는 특정 뉴런만 빛에 의해 활성화 된다. 채널로돕신은 이처럼 광유전학에서 빛을 인지하는 센서로 작용하며 자극을 원하는 세포만을 자극시킬 수 있도록 해준다 라는 장점을 가지고 있다.